# L'Alqueria d'Asnar
L'Alqueria d'Asnar (em valenciano) ou Alquería de Aznar (em castelhano), antigamente conhecida como Ràfol Blanc, é um município da Espanha na província de Alicante, Comunidade Valenciana. Tem 1,08 km² de área e em 2021 tinha 498 habitantes (densidade: 461,1 hab./km²).

## Demografia
| Variação demográfica do município entre 1991 e 2004 | Variação demográfica do município entre 1991 e 2004 | Variação demográfica do município entre 1991 e 2004 | Variação demográfica do município entre 1991 e 2004 |
| --------------------------------------------------- | --------------------------------------------------- | --------------------------------------------------- | --------------------------------------------------- |
| 1991                                                | 1996                                                | 2001                                                | 2004                                                |
| 408                                                 | 407                                                 | 417                                                 | 410                                                 |